# Per Møller Jensen (musiker)
 Der er flere personer med dette navn, se Per Møller Jensen.
Per Møller Jensen (født 19. november 1973 i Aalborg) er en dansk trommeslager i det svenske trash metal band The Haunted.